# 上海市普陀区人民医院

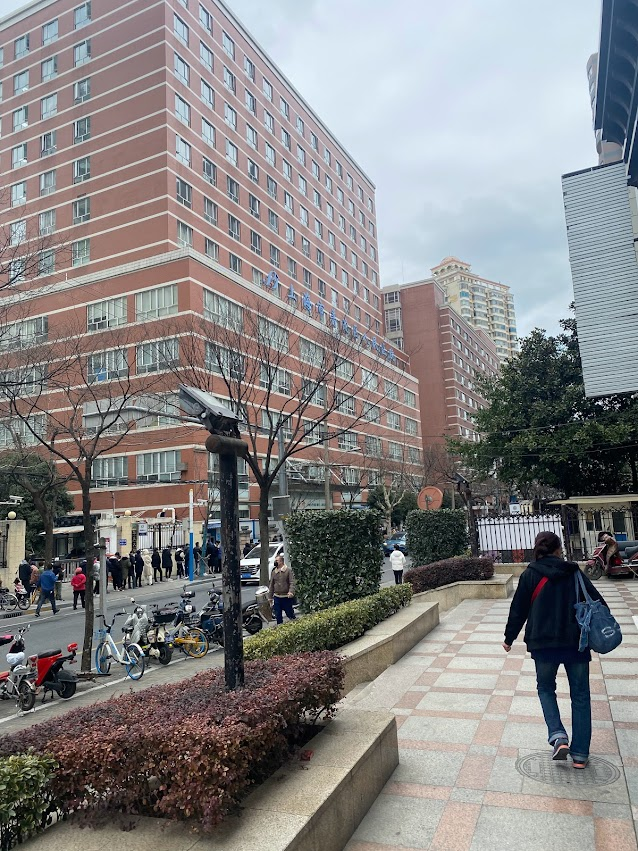
上海市普陀区人民医院

上海市普陀区人民医院是位於中華人民共和國上海市普陀區江宁路1291号的一所二级甲等综合性医院，占地面积9905平方米，建筑面积32105平方米，始建於1933年，最初是日商内外棉株式会社建造的水月医院。1945年抗日战争結束后，中国纺织建设股份有限公司接收了水月医院，並將其更名为中国纺织建设有限公司第一医院。中華人民共和國成立后，醫院先后更名为上海中国纺织建设公司第一医院、华东纺织管理局第一医院、上海市纺织工业局第一医院、上海纺织第一医院。1999年1月1日，醫院划归普陀区卫生局管辖，並更名为上海市普陀区人民医院。2023年5月26日，加掛同济大学附属普陀人民医院頭銜。